# Suwon Samsung Bluewings FC
El Suwon Samsung Bluewings és un club de futbol sud-coreà de la ciutat de Suwon.

## Història
Va ser fundat el desembre de 1995 per l'empresa Samsung ingressant a la K-League el 1996.

## Palmarès
- Lliga de Campions de l'AFC 2
  - 2001, 2002
- Supercopa asiàtica de futbol 2
  - 2001, 2002
- Copa de Campions d'Àsia de l'Est 1
  - 2005
- Campionat Pan-Pacific 1
  - 2009
- Lliga sud-coreana de futbol 4
  - 1998, 1999, 2004, 2008
- Copa sud-coreana de futbol 2
  - 2002, 2009
- Supercopa sud-coreana de futbol 3
  - 1999, 2000, 2005

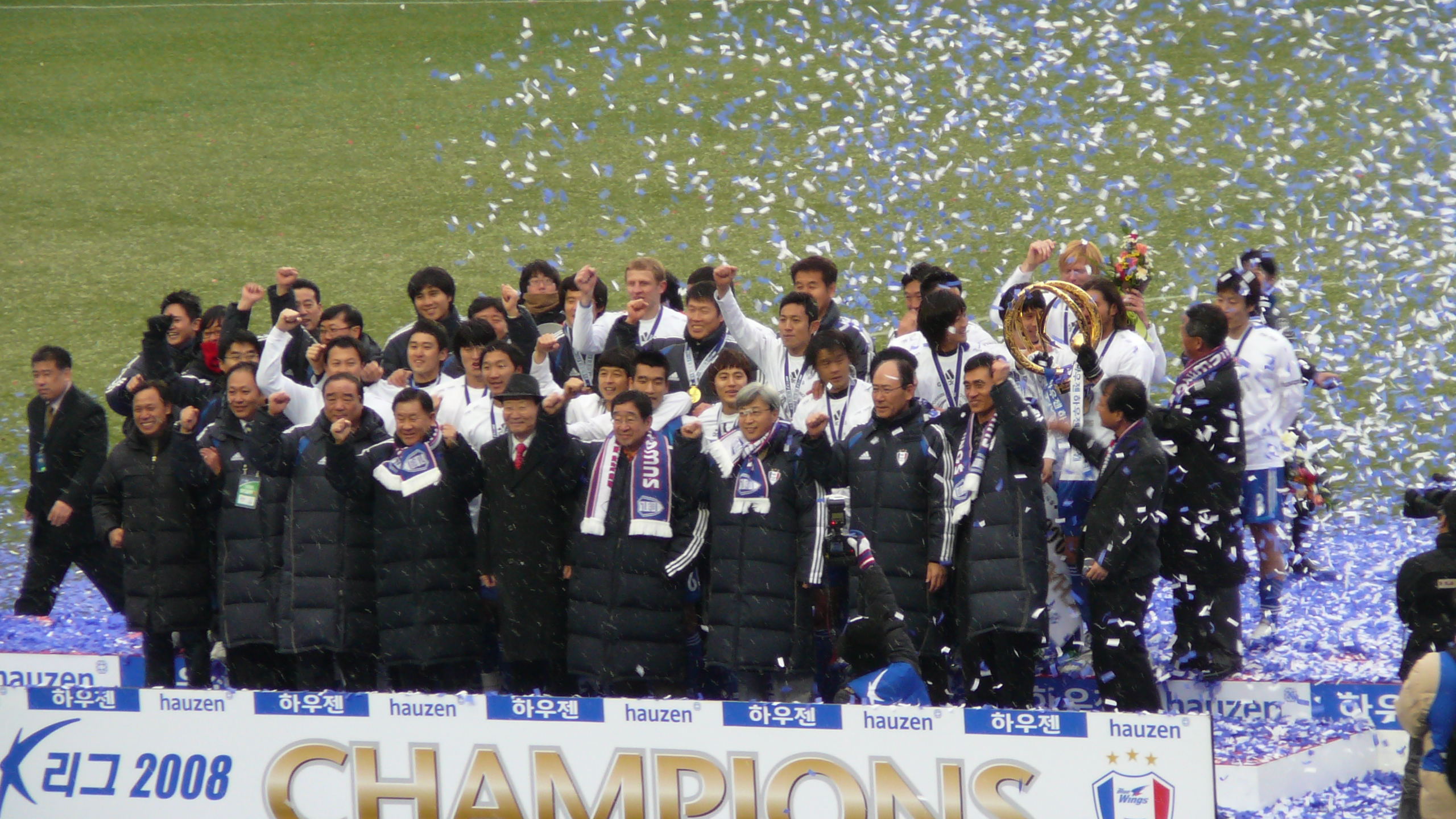
Campions de la K-League 2008.

- Copa de la Lliga sud-coreana de futbol 1
  - 1999
- Copa Adidas 3
  - 1999, 2000, 2001
- Copa Hauzen 2
  - 2005, 2008

## Entrenadors
A 30 de novembre de 2008. Només partits competitius.

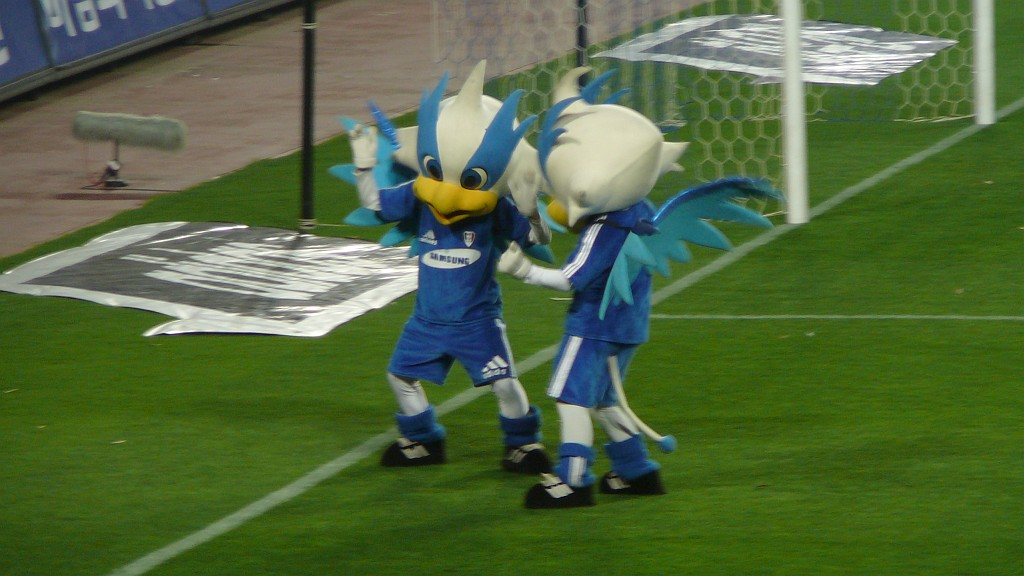
Mascota del Suwon, Aguileon

| Nom         | Nac. | De   | A       | Rècord | Rècord | Rècord | Rècord | Rècord | Rècord |
| Nom         | Nac. | De   | A       | P      | V      | E      | D      | GF     | GC     |
| ----------- | ---- | ---- | ------- | ------ | ------ | ------ | ------ | ------ | ------ |
| Kim Ho      |      | 1996 | 2003    | 312    | 153    | 77     | 82     | 491    | 359    |
| Cha Bum-Kun |      | 2004 | present | 196    | 90     | 60     | 46     | 260    | 283    |

## Futbolistes destacats
- Yoon Sung-Hyo
- Shin Hong-Ki
- Lee Ki-Kuen
- Park Kun-Ha
- Kim Jin-Woo
- Seo Jung-Won
- Hwang Sun-Hong
- Ko Jong-Soo
- Kim Do-Heon
- Cho Jae-Jin
- Lee Ki-Hyung
- Lee Byung-Keun
- Choi Sung-Yong
- Kim Dong-Hyun
- Denis Laktionov
- Lee Sa-Vik
- Kim Nam-Il
- Ahn Jung-Hwan
- Lee Jung-Soo
- Shin Young-Rok
- Cho Won-Hee
- Gabriel Popescu
- Pavel Badea
- Cosmin Olăroiu
- Ion Lutu
- Nádson Rodrigues de Souza
- Marcel Augusto Ortolan
- Tuta
- Sandro
- Itamar
- Eninho
- Saša Drakulić
- Vitaliy Parakhnevych
- Alen Avdić
- Mato Neretljak
- Zoran Urumov
- Henrik Jørgensen